# Estro editrice
Estro è una casa editrice nata nel 1985 a Firenze specializzata in narrativa, poesia e teoria lesbica e attiva fino al 1993.

## Premesse
Dalla metà degli anni '70 si sviluppa in Italia il movimento lesbico che dagli anni '80 inizia ad avere visibilità anche nell'editoria italiana. Le Edizioni delle donne avevano pubblicato alcuni titoli, ma la prima casa editrice che si definisce lesbica è Felina, diretta da Giovanna Tatò del gruppo romano Artemide. Opera tra il 1976 e il 1987. Nell'81 nasce Il Bollettino del CLI - Collegamento fra le Lesbiche Italiane - poi Bollettina. Rosanna Fiocchetto ne è una delle animatrici insieme a Giovanna Olivieri. La rivista esce fino al 2001 e pubblica anche dei supplementi che portano in Italia il pensiero di teoriche come Audre Lorde, Teresa de Lauretis, Amoja Three Rivers, Nicole Brossard, ecc..

## Storia
La casa editrice Estro (scritta anche come:&stro per la grafica che utilizza la sinuosa “e” commerciale) viene fondata nel 1985 dalle due attiviste lesbiche femministe Liana Borghi e Rosanna Fiocchetto, che condividevano anche l'impegno nelle librerie delle donne, rispettivamente a Firenze e a Roma. Una intervista a Liana Borghi di Nadia Agustoni illustra la nascita dell'impresa editoriale e le intenzioni delle editrici. Si sono proposte di introdurre in Italia il pensiero del femminismo anglosassone, attento alle etnie, lesbico, e delle differenze, traducendo autrici come Nicole Brossard, Teresa de Laurentis e si proponevano anche Donna Haraway

## Fondatrici
Le fondatrici che hanno co-gestito la casa editrice sono state anche autrici, spesso curatrici o traduttrici dei titoli che pubblicavano.
Liana Borghi
Nata a Miglianico in provincia di Chieti il 9 ottobre 1940, ha concluso la sua vita a Livorno il 20 novembre 2021.
Ha insegnato letteratura Anglo-Americana all’Università di Firenze ed è stata co-responsabile della divisione lesbica di WISE (Women’s International Studies Europe). Socia fondatrice della Libreria delle Donne di Firenze, dell’Associazione culturale lesbica L’Amando(r)la di Firenze e della Società Italiana delle Letterate, ha collaborato col Giardino dei ciliegi di Firenze. 
Ha tradotto e pubblicato testi dalla poesia, alla narrativa contemporanea, alla fantascienza delle donne e saggi.
Rosanna Fiocchetto
Nata a Roma nel 1948, ha contribuito alla formazione del movimento lesbico separatista romano. Ha fondato con altre il gruppo Identità Lesbica e ha contribuito ad organizzare il Secondo convegno lesbico a Roma 1981 e la Prima Settimana Lesbica a Bologna.
È stata una delle fondatrici del CLI, del Centro Femminista Separatista, degli Archivi Lesbici Italiani e dell'Associazione Donnapoesia. Ha fatto parte della libreria delle donne Al Tempo Ritrovato a Roma. Ha pubblicato articoli in numerose riviste italiane e straniere, riviste on-line e siti web

## Catalogo
Quindici sono i titoli pubblicati di cui solo cinque non sono traduzioni di testi stranieri.. Uno dei primi, fuori collana, con data incerta è un piccolo saggio scritto a due mani da Kathy Ashton e Liana Borghi, Immagini di sé: inibizione e controllo del desiderio sessuale (IDS) fra lesbiche.
Liana Borghi intervistata nel '96 sull'editoria lesbica, parlando di Estro dice: "Ci eravamo chieste quali testi volevamo nutrissero l’immaginario lesbico delle nostre compagne. Accanto alle poesie di Saffo e Adrienne Rich, ci piaceva questo mito tra rosa e viola [ndr: Un posto per noi di Isabel Miller", romanzo rosa lesbico a lieto fine.

### Collane

#### Poesia
- 1985 - Sappho, Poesie. Traduzione e cura di Jolanda Insana. Testo originale a fronte.
- 1985 - Adrienne Rich, Lo spacco alla radice. Titolo originale: Split at the root, Sources. Traduzione e cura di Liana Borghi

#### Estro strumenti
- 1987 - Rosanna Fiocchetto, L'amante celeste: la distruzione scientifica della lesbica tradotto in spagnolo e in sloveno e ristampato da Il Dito e La Luna, 2003)
- 1988 - Gisela Bock, Storia, storia delle donne, storia di genere
- 1989 - Teresa De Lauretis, Differenza e indifferenza sessuale: per l'elaborazione di un pensiero lesbico. Pubblicato già in inglese in: Theatre journal, May 1988, v. 40, n. 2.
- 1989 - Myriam Díaz-Diocaretz, Per una poetica della differenza: il testo sociale nella scrittura delle donne. Con un saggio di Marina Camboni. Traduzione di Liana Borghi e Liliana Losi
- 1990 - Nicole Brossard, La lettera aerea. Traduzione di Luisa Muraro; con un saggio di Louise H. Forsyth. Titolo originale La lettre aérienne

#### Estrosoftwords
- 1987 - Liana Borghi, Tenda con vista. Illustrazioni di Eleonora Chiti
- 1989 - Isabel Miller, Un posto per noi: Patience e Sarah. Traduzione di Luisa Corbetta con una nota di Liana Borghi. Titolo originale Patience and Sarah, 1972.

#### Squaderno
- 1989 - Rosanna Fiocchetto, Rina Macrelli, Giovanna Olivieri, Squaderno 1: cultura, politica, delizie, delitti. Pubblicato in cooperazione con gli Archivi Lesbici Italiani di Roma
- 1992 - Giovanna Olivieri, Ladies' Almanack: artiste e scrittrici a Parigi e Londra negli anni Venti e Trenta. Traduzione in inglese di Maureen Lister e Annabel Potter

#### Romanzi
- 1992 - Gerd Brantenberg, Le figlie di Egalia. Traduzione di Turid Eidsmo e Diana Haakonsen. Titolo originale Egalias d¢tre
- 1993 - Barbara Wilson, Un collare per uccidere. Traduzione di Silvia Stanghellini. Titolo originale The dog collar murders

#### Fuori collana
- 1993 - Gertrude Stein, Portrait of Mabel Dodge at the villa Curonia = Ritratto di Mabel Dodge a villa Curonia